# Llista de peixos d'Eslovàquia

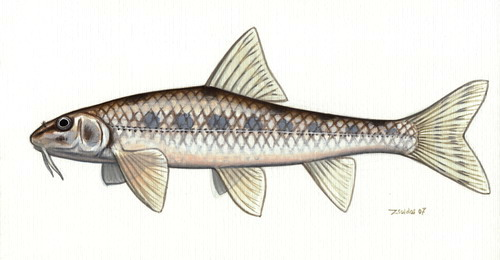
Romanogobio albipinnatus

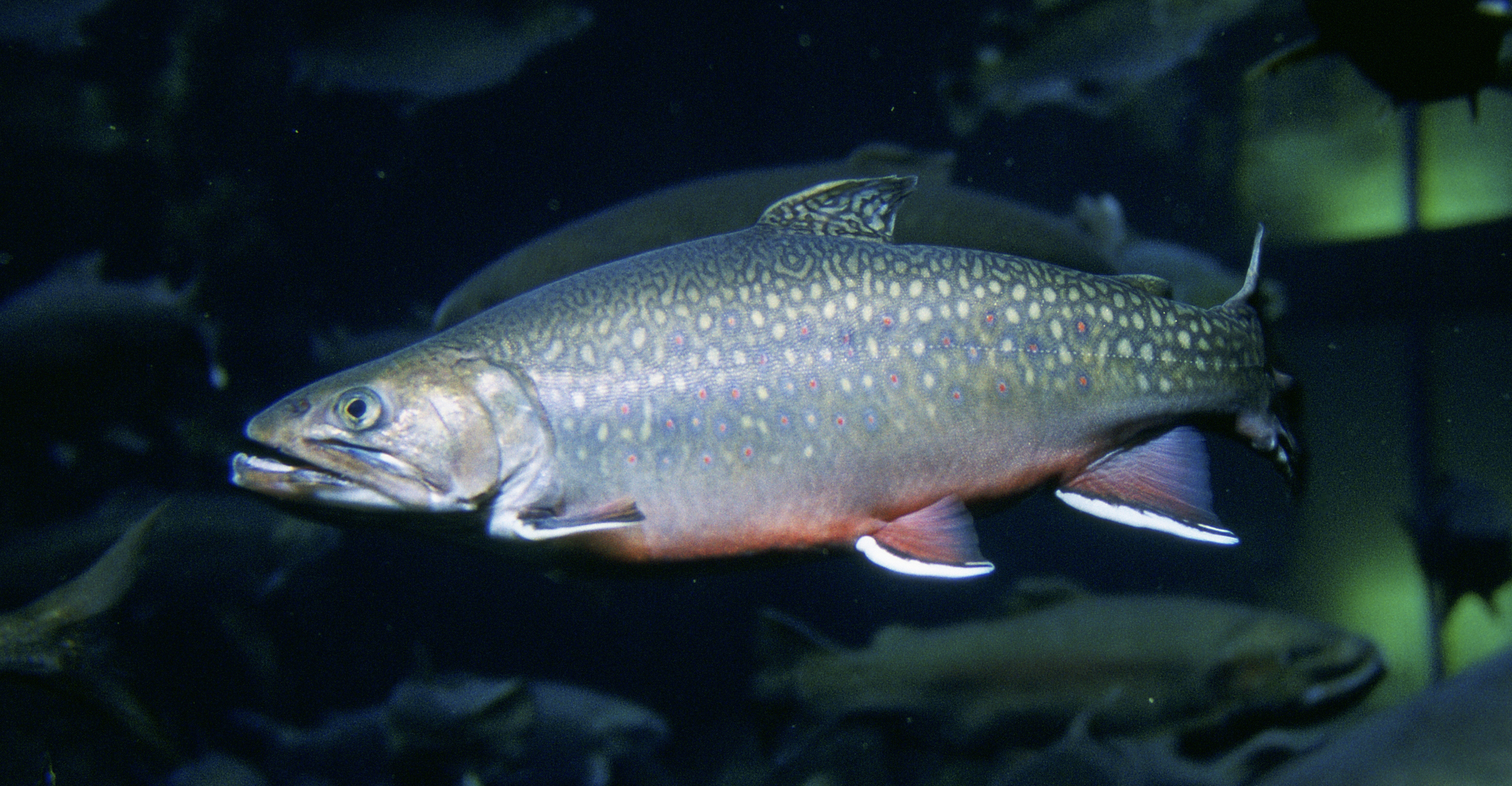
Truita de rierol (Salvelinus fontinalis)

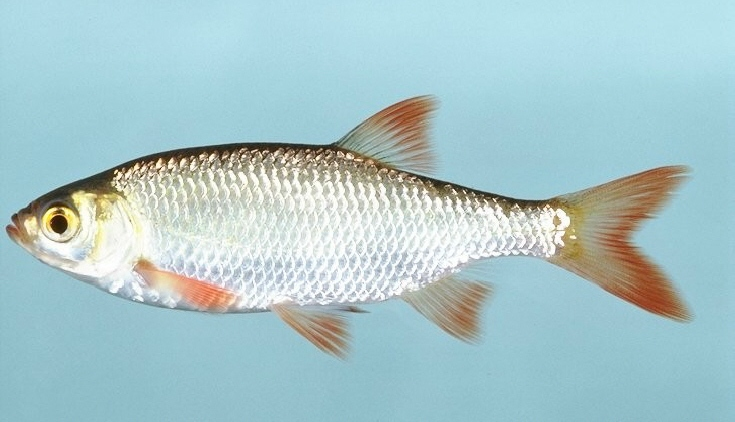
Gardí (Scardinius erythrophthalmus)

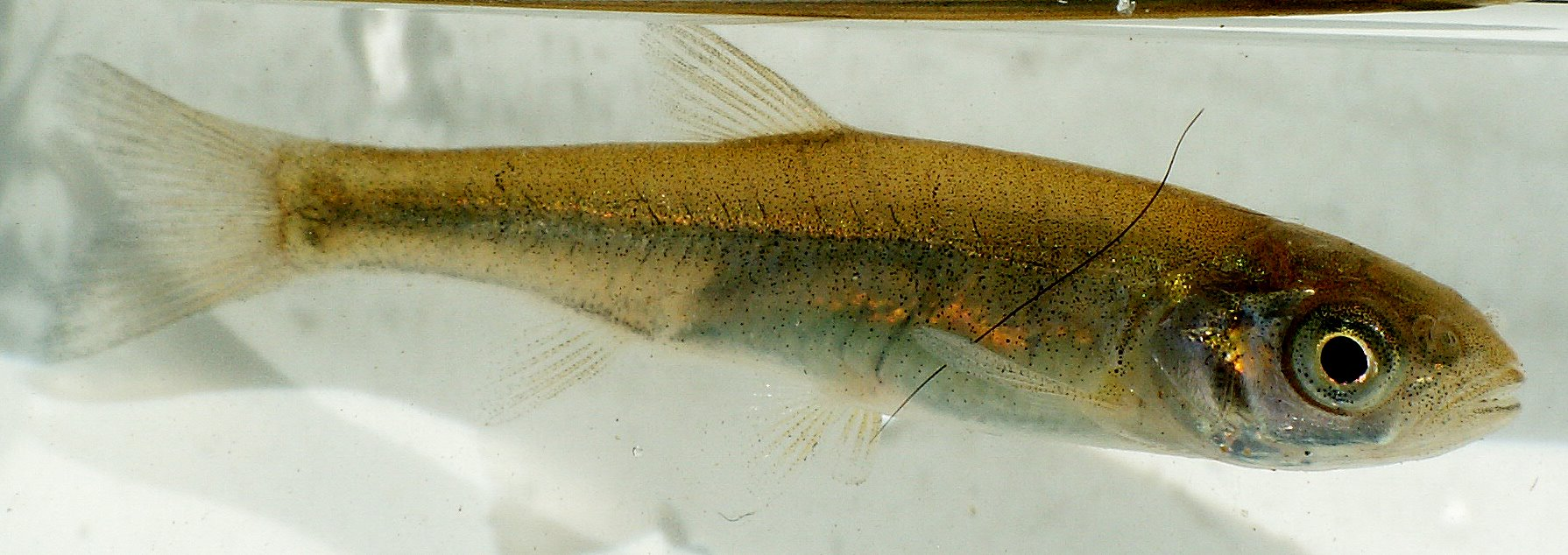
Squalius cephalus

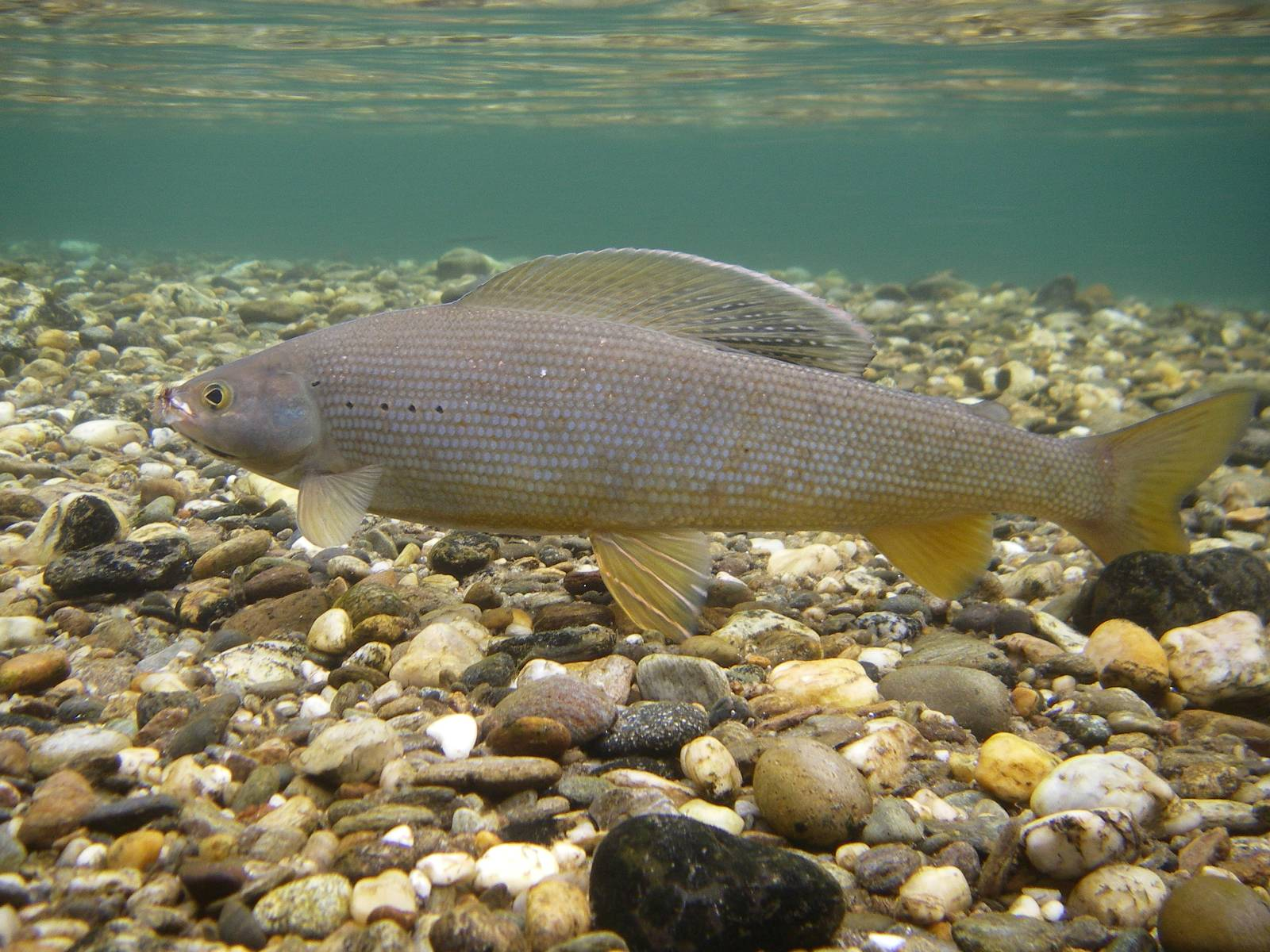
Thymallus arcticus arcticus

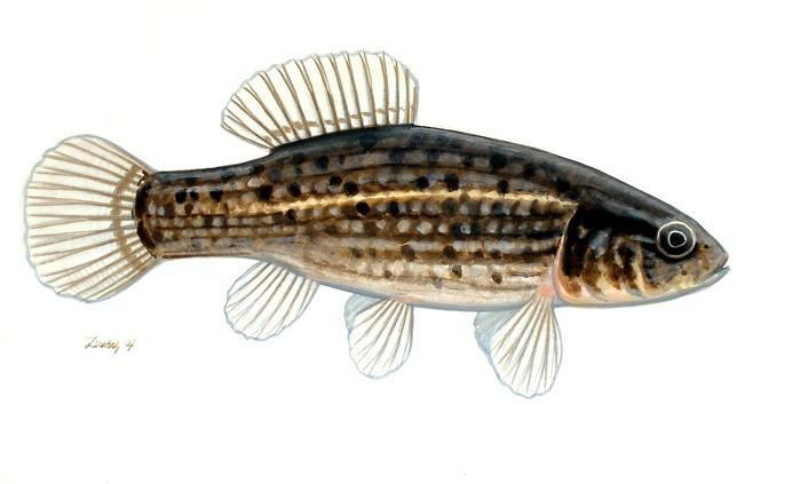
Umbra krameri

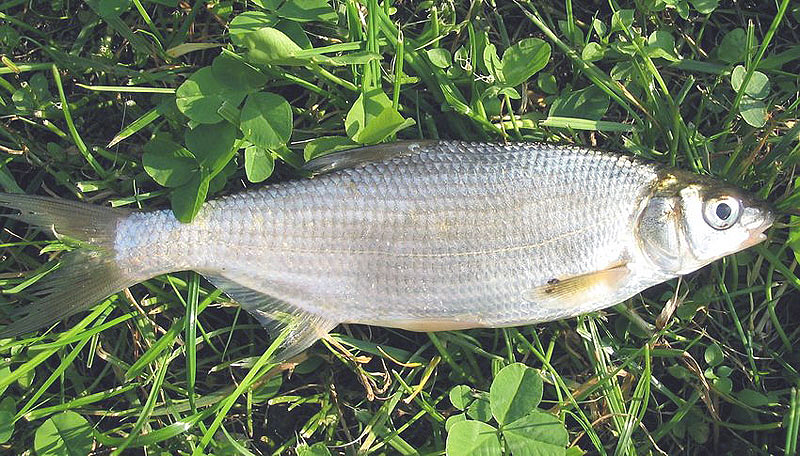
Vimba vimba

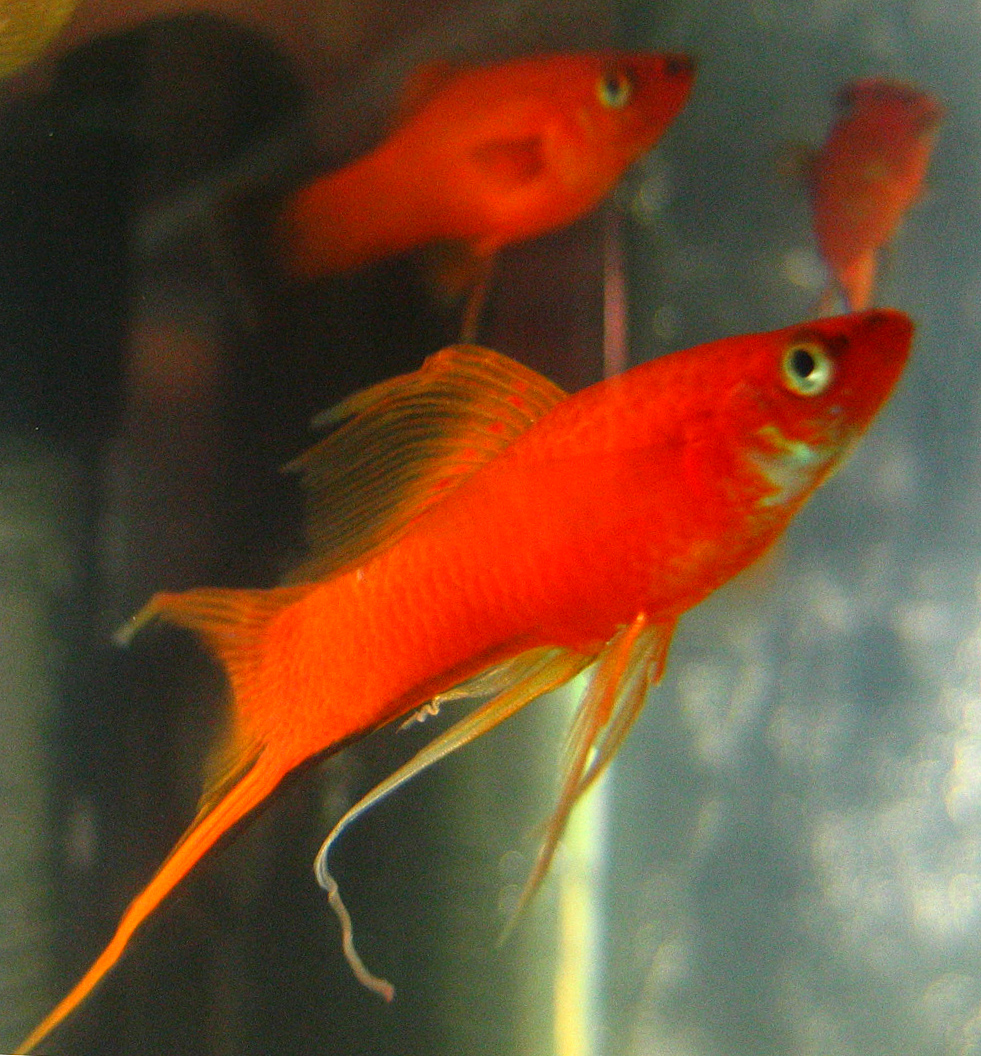
Xiphophorus hellerii

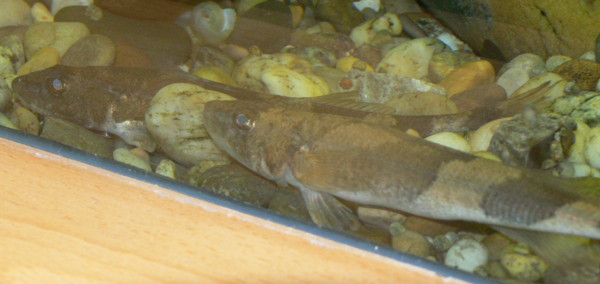
Zingel streber

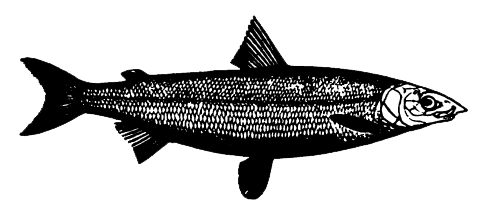
Coregonus oxyrinchus

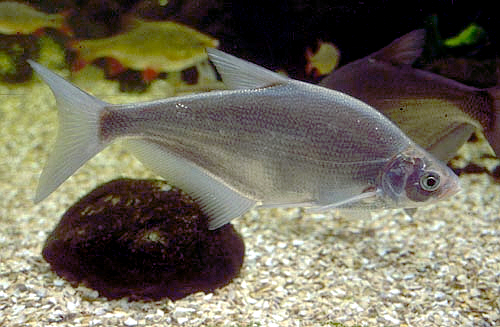
Ballerus ballerus

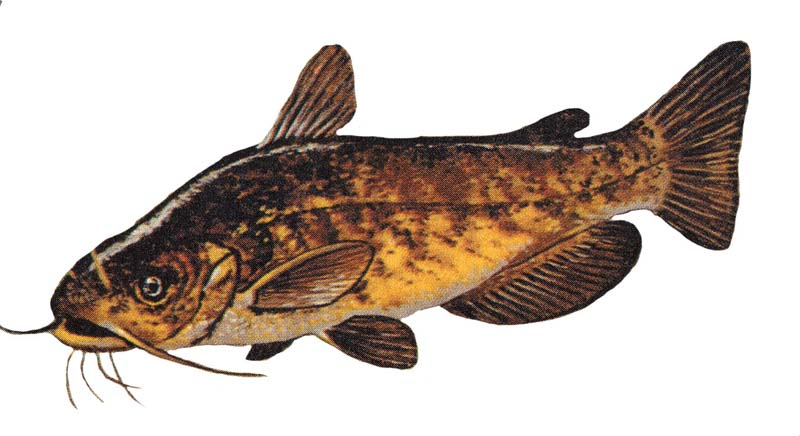
Peix gat bru (Ameiurus nebulosus)

Aquesta llista de peixos d'Eslovàquia -incompleta- inclou 88 espècies de peixos que es poden trobar a Eslovàquia ordenades per l'ordre alfabètic de llur nom científic.

## A
- Abramis brama
- Acipenser nudiventris
- Acipenser ruthenus
- Acipenser stellatus
- Alburnoides bipunctatus
- Alburnus alburnus
- Alburnus chalcoides
- Ameiurus nebulosus
- Anguilla anguilla
- Aspius aspius

## B
- Ballerus ballerus
- Barbatula barbatula
- Barbus barbus
- Barbus carpathicus
- Barbus meridionalis
- Blicca bjoerkna

## C
- Carassius auratus auratus
- Carassius carassius
- Carassius gibelio
- Chondrostoma nasus
- Cobitis taenia
- Coregonus lavaretus
- Coregonus oxyrinchus
- Coregonus peled
- Cottus gobio
- Cottus poecilopus
- Ctenopharyngodon idella
- Cyprinus carpio carpio
- Cyprinus carpio haematopterus

## E
- Esox lucius
- Eudontomyzon danfordi
- Eudontomyzon mariae
- Eudontomyzon vladykovi

## G
- Gasterosteus aculeatus aculeatus
- Gobio gobio
- Gymnocephalus baloni
- Gymnocephalus cernua

## H
- Hucho hucho
- Huso huso
- Hypophthalmichthys molitrix
- Hypophthalmichthys nobilis

## I
- Ictalurus punctatus

## L
- Lampetra fluviatilis
- Lampetra planeri
- Lepomis gibbosus
- Leucaspius delineatus
- Leuciscus idus
- Leuciscus leuciscus
- Lota lota

## M
- Micropterus dolomieu
- Micropterus salmoides
- Misgurnus fossilis
- Mylopharyngodon piceus

## O
- Oncorhynchus mykiss
- Oreochromis niloticus niloticus
- Oreochromis urolepis hornorum

## P
- Pelecus cultratus
- Perca fluviatilis
- Perccottus glenii
- Phoxinus phoxinus
- Poecilia reticulata
- Poecilia sphenops
- Pseudorasbora parva

## R
- Rhodeus amarus
- Rhodeus sericeus
- Romanogobio albipinnatus
- Romanogobio kesslerii
- Rutilus meidingeri
- Rutilus rutilus

## S
- Sabanejewia balcanica
- Sabanejewia bulgarica
- Salmo salar
- Salmo trutta trutta
- Salvelinus alpinus alpinus
- Salvelinus fontinalis
- Salvelinus namaycush
- Sander lucioperca
- Scardinius erythrophthalmus
- Silurus glanis
- Squalius cephalus

## T
- Thymallus arcticus arcticus
- Thymallus thymallus
- Tinca tinca

## U
- Umbra krameri

## V
- Vimba vimba

## X
- Xiphophorus hellerii

## Z
- Zingel streber
- Zingel zingel[1]